# TM-2-12
Das TM-2-12 (russisch транспортер морской типа 2 калибра 12 дюймов, übersetzt etwa fahrbare Marinelafette Typ 2 Kaliber 12 Zoll) war ein sowjetisches Eisenbahngeschütz mit einem Kaliber von 305 mm im Zweiten Weltkrieg.

## Technik
Bereits aus der Zeit um 1895 stammend, wurde dieses Geschütz auf den Einheitslinienschiffen der zaristischen Marine genutzt. Dort hatte es die Bezeichnung 305-mm-L/40 M1895. Die sowjetische Marine ließ nach dem Ersten Weltkrieg sämtliche veralteten Schiffe abwracken und lagerte einen Teil derer Geschütze ein. Die Rohre mit einer Masse von 42,8 t stammten von den alten russischen  Linienschiffen Andrei Perwoswanny und Respublika (vormals Imperator Pawel I.).
Die Sprenggranate erreichte eine maximale Schussweite von 24 km bei einer Anfangsgeschwindigkeit von 792 m/s und wog 331,7 kg. Die Panzergranate wog 470,9 kg.
Der Übergang in eine Feuerstellung dauerte optimal 55 Minuten, wobei das Heben des Geschützes mit Elektromotor 30 Minuten und mit der Hand 88 Minuten dauerte.
Das Geschütz konnte auch auf einer Bettung abgesetzt werden und erreichte dort den maximalen Höhenrichtbereich von 50° mit 24 km Schussweite.